# سالی مان
سالی مان (به انگلیسی: Sally Mann) عکاس شناخته شده آمریکایی است که بیشتر شهرتش بخاطر عکس‌های قطع بزرگ سیاه و سفیدی است که از فرزندان خود گرفته‌است.
او پس از کارهای پراکنده، سال ۱۹۸۸ کتاب عکسی به نام «در دوازده سالگی: پُرتره‌های زنان جوان» منتشر می‌کند که عکس‌هایی از کودکان اطرافیانش است. این کتاب که سالی مان آن را به همسرش لَری تقدیم کرده، ۳۷ عکس دو رنگ از دخترهای ۱۲ ساله و دنیا و احساس گیج‌کنندهٔ آن‌ها، در دوران بلوغ و تلاش دخترها برای یافتن و شکل‌دادن هویت تازه‌شان است.